# Sublimationsdruck (Verfahren)
Sublimationsdruck oder Transferdruck bezeichnet das Druckverfahren, bei dem der Farbstoff in den Trägerstoff eingedampft (sublimiert) wird. Dafür werden Transferpapiere und -folien sowie Farbstoffe bzw. Spezialtinten verwendet, die in der Regel auf synthetische Fasern sublimiert werden. Der Transferdruck wurde als neues Druckverfahren Ende der 1960er Jahre eingeführt.  

## Verfahren
Es wird zunächst eine Papierbahn bzw. eine Spezialfolie mit geeigneten Farbstoffen (seitenverkehrt) bedruckt und dann mit einer Thermotransferpresse im Umdruckverfahren durch Erhitzen auf bis zu 230 °C auf das Trägermaterial übertragen. 
Voraussetzungen sind, dass die Farbstoffe im Bereich von 170 bis 230 °C mit einer hinreichenden Geschwindigkeit sublimieren und in die Faser diffundieren sowie in der Faser gut haften. Verwendet werden Dispersionsfarbstoffe (z. B. Azofarbstoffe und Anthrachinonfarbstoffe), die wasserunlöslich sind.
Vorteile beim Sublimationsdruck sind vor allem, dass sich unterschiedliche Materialien in Fotoqualität bedrucken lassen, die vergleichsweise geringen Kosten und eine bessere Umweltverträglichkeit. Auf Binde- und Lösungsmittel, die bei anderen Druckverfahren in der Faser vorhanden sein können und ausgewaschen werden müssten, kann verzichtet werden. Außerdem ist der Druck sehr resistent gegen UV-Strahlung und andere Umwelteinflüsse.
Zum Einsatz kommen beim Sublimationsdruck auch normale InkJet-Drucker mit Spezialtinten. Nach dem Übertrag auf das zu bedruckende Material spürt man beim Sublimationsdruck keinen Farbauftrag, da die Tinte vollständig in das Material eindampft.
Materialien, die für den Sublimationsdruck vorgesehen sind, sind beispielsweise T-Shirts oder Hals- und Armbänder. Sie bestehen häufig aus Polyester oder sind mit einer Polyesterschicht überzogen. Als weitere Fasern kommen solche aus Polyamid, Polyacrylnitril und Celluloseacetat in Frage. Natürliche Fasern aus Baumwolle und Wolle sind weniger geeignet. Der Transferdruck gelingt aber dann, wenn die Fasern vorher (z. B. mit Quellmitteln) präpariert werden. Ebenso können Trägerstoffe mit polymerer Beschichtung wie Holz, Aluminium, Glas oder Keramik mittels Sublimationsdruck bedruckt werden.
Beim Nasstransferprozess können auch Farbstoffe zum Einsatz kommen, die nicht sublimierbar sind. Die Farbstoffe gelangen hierbei durch Wasserdampf auf die Textilie.